# Chakhtiorsk
Chakhtiorsk (en russe : Шахтёрск ; en japonais : 塔路, Tōro) est une commune urbaine (ville de 1947 à 2017) de l'oblast de Sakhaline, en Russie. Sa population s'élevait à 5 986 habitants en 2022.

## Géographie
Chakhtiorsk est située sur la côte occidentale de l'île de Sakhaline, à 376 km au nord-ouest de Ioujno-Sakhalinsk.

## Histoire
La ville a été fondée après 1905 sous le nom de Tōro. Elle faisait partie de la préfecture japonaise de Karafuto. Lorsque l'Union soviétique prit le contrôle de la partie méridionale de l'île de Sakhaline, en août 1945, la ville fut rattachée à l'oblast de Sakhaline. Elle reçut son nom actuel en 1947. Elle fait partie du raïon Ouglegorski.

## Population
Recensements (*) ou estimations de la population:
| 1959*  | 1970*  | 1979*  | 1989*  | 1992   | 1996   | 1998   |
| ------ | ------ | ------ | ------ | ------ | ------ | ------ |
| 12 069 | 11 476 | 11 453 | 12 945 | 13 500 | 12 900 | 12 300 |

| 2000   | 2001   | 2002*  | 2003   | 2004   | 2005   | 2006   |
| ------ | ------ | ------ | ------ | ------ | ------ | ------ |
| 11 600 | 11 500 | 10 643 | 10 600 | 10 500 | 10 427 | 10 261 |

| 2007   | 2008   | 2009   | 2010* | 2011  | 2012  | 2013  |
| ------ | ------ | ------ | ----- | ----- | ----- | ----- |
| 10 137 | 10 059 | 10 029 | 8 382 | 8 400 | 7 932 | 7 647 |

| 2014  | 2015  | 2016  | 2017  | 2018  | 2019  | 2020  |
| ----- | ----- | ----- | ----- | ----- | ----- | ----- |
| 7 351 | 7 094 | 6 911 | 6 731 | 6 493 | 6 355 | 6 193 |

| 2021  | 2022  | - | - | - | - | - |
| ----- | ----- | - | - | - | - | - |
| 6 114 | 5 986 | - | - | - | - | - |